# IC 4
El IC 4 será un itinerário complementario de Portugal. 
Hoy día está incluido en la autoestrada   A 22 , entre Faro y Lagos, y un sublanço en formato de vía rápida entre la EN125, en Almancil y a  A 22   en la salida Loulé Sur.
Está aún en proyecto la prolongación de la actual autopista   A 22  (Lagos - Vila Real de Santo António/España), conocida como Vía del Infante, para noroeste, sirviendo localidades como Aljezur, Zambujeira del Mar, etc. hasta terminar en Sines.
Debido a que el tramo Lagos-Odemira pasa por el Parque Natural, podría ser cancelado, algo que ha disgustado a la población de los municipios de la Costa Vicentina. Si se cancela el proyecto, esta sección se construirá en perfil EN.